# Apostolisch vicariaat Requena
Het apostolisch vicariaat Requena (Latijn: Vicariatus Apostolicus Requenaënsis) is een rooms-katholiek apostolisch vicariaat met als zetel Requena, in Peru. Het apostolisch vicariaat is vrijgesteld en valt als immediatum direct onder de Heilige Stoel, zonder te behoren tot een kerkprovincie. Alle apostolisch vicarissen tot heden (2024) waren lid van de Franciscanen. 

## Geschiedenis
Het apostolisch vicariaat werd opgericht op 2 maart 1956, uit delen van het apostolisch vicariaat Ucayali. 

## Parochies
Het apostolisch vicariaat had in 2020 een oppervlakte van 82.000 km2 en telde 161.700 inwoners waarvan 87,6% rooms-katholiek was.

## Apostolisch vicarissen
- Valeriano Ludovico Arroyo Paniego (26 januari 1957 - 26 november 1973)
- Odorico Leovigildo Sáiz Pérez (26 november 1973 - 15 mei 1987)
- Victor de la Peña Pérez (15 mei 1987 - 30 juli 2005; hulpbisschop sinds 17 december 1982)
- Juan Tomás Oliver Climent (30 juli 2005 - 4 juni 2022; coadjutor sinds 27 februari 2004)
- Alejandro Adolfo Wiesse León (4 juni 2022 - heden)